# ジェフ・クローネンウェス
ジェフ・クローネンウェス（Jeff Cronenweth、1962年1月14日 - ）は、アメリカ合衆国の撮影監督。カリフォルニア州ロサンゼルス出身。父は同じく撮影監督のジョーダン・クローネンウェスである。南カリフォルニア大学映画芸術学部卒業。

## 来歴
2004年には映画芸術科学アカデミーに加盟した。デヴィッド・フィンチャー監督と組んだ『ソーシャル・ネットワーク 』と『ドラゴン・タトゥーの女』で二年連続アカデミー撮影賞にノミネートされた。

## 主なフィルモグラフィ

### 映画
- セブン Seven（1995年）※再撮影カメラマン
- ゲーム The Game（1997年）※第二班撮影監督
- ファイト・クラブ Fight Club （1999年）
- ストーカー One Hour Photo （2002年）
- K-19 K-19: The Widowmaker （2002年）
- 恋は邪魔者 Down with Love （2003年）
- ソーシャル・ネットワーク The Social Network （2010年）
- ドラゴン・タトゥーの女 The Girl with the Dragon Tattoo （2011年）
- ヒッチコック Hitchcock （2012年）
- ゴーン・ガール Gone Girl （2014年）
- ア・ミリオン・リトル・ピーシズ　A Million Little Pieces (2018年）
- 愛すべき夫妻の秘密 Being the Ricardos (2021年）
- Tron: Ares (2025年）

### ドラマ
- ザ・ループ TALES FROM THE LOOP Tales from the Loop（2020年）

### その他
- ストップ・メイキング・センス Stop Making Sense（1985年）- 4Kリマスター版協力・撮影助手